# هاري هولينز
هاري هولينز هو شخصية أعمال وسياسي أمريكي، ولد في 25 أغسطس 1932، وتوفي في 29 يونيو 1989. نشط حزبياً في الحزب الديمقراطي. وقد انتخب عضو مجلس نواب لويزيانا ‏.